# Студентські протести у Квебеку 2012 року
Студентські протести Квебеку (рух) у 2012 році були серією студентських протестів під проводом студентських спілок, таких як Association pour une Solidarité Syndicale étudiante (ASSÉ), Fédération étudiante universitaire du Québec і Fédération étudiante collégiale du Québec проти пропозиції кабінету міністрів Квебеку, очолюваний лібералом-прем’єр-міністром Жаном Шаре, підвищить вартість навчання в університетах з 2168 до 3793 канадських доларів в період з 2012 по 2018 рік . У рамках руху протесту було організовано серію широкомасштабних студентських страйків, у яких до квітня 2012 року взяла участь половина студентів Квебеку. Третина студентів Квебеку продовжувала брати участь у страйку до його 100-го дня, тоді як чверть мільйона брали участь під час його піку.
1. ↑  La grève étudiante sur le web. Radio-Canada.